# NGC 6532
NGC 6532 is een spiraalvormig sterrenstelsel in het sterrenbeeld Draak. Het hemelobject werd op 19 september 1886 ontdekt door de Amerikaanse astronoom Edward D. Swift.

## Synoniemen
- UGC 11085
- MCG 9-29-45
- ZWG 278.42
- IRAS 17583+5613
- PGC 61220